# 源師隆
源 師隆（みなもと の もろたか）は、平安時代後期の貴族。村上源氏、大納言・源師忠の子。官位は正四位下・大蔵卿。

## 経歴
白河院政期初頭の寛治2年（1088年）摂政・藤原師実の春日社参詣の際に源少将として名が見える。寛治4年（1090年）8月の放生会に左近衛少将として名がある。寛治6年（1092年）2月に従四位下に叙されるが、四位少将が6人という前代未聞の状況になったため、6月になって師隆は中宮権亮に遷任させられた。寛治7年（1093年）2月に従四位上、3月に正四位下と続けて陞叙。寛治8年（1094年）左馬頭に任ぜられ、同年5月の五巻の日には捧物を持って参会しているのが確認できる。
嘉保3年（1096年）の永長の大田楽の際には小鼓を演じたという。11月には令子内親王の相嘗祭神楽が行われた際、それに参会している。永長2年（1097年）讃岐権守を兼任する。承徳2年（1098年）藤原師通が興福寺に参じた際には参人として名がある。
大治4年（1129年）大蔵卿に任ぜられる。長承3年（1134年）卒去。享年60。
師隆は舞人としても活躍。寛治5年（1091年）の藤原師実賀茂参詣、永長2年（1097年）の行幸時、康和4年（1102年）3月の試楽、嘉保2年（1095年）の行幸などでは舞人として参加した。また、康和4年（1102年）には拍子合を行っている。

## 官歴
- 時期不詳：従五位上
- 応徳2年（1085年） 正月?：見民部少輔安芸介[9]
- 寛治2年（1088年） 正月25日?：左近衛少将[10]
- 寛治5年（1091年） 正月28日：見駿河守[11]
- 寛治6年（1092年） 2月29日：従四位下（中宮御給）[12]。9月7日：中宮権亮、止少将（四位少将六人之例古今未有也）[12]
- 寛治7年（1093年） 2月6日：従四位上（陽明門院未給）[13]。3月22日：正四位下（中宮行啓勧賞）[12]
- 寛治8年（1094年） 7月13日：見左馬頭[12]。日付不詳：見讃岐介[14]
- 永長2年（1097年） 正月29日：兼讃岐権守[15]
- 大治4年（1129年） 日付不詳：大蔵卿
- 長承3年（1134年） 日付不詳：卒去

## 系譜
- 父：源師忠
- 母：源俊長の娘
- 妻：藤原為房の娘
  - 男子：源俊隆
  - 男子：源師経
- 妻：藤原能実の娘
- 生母不明の子女
  - 女子：上西門院一条 - 藤原通基室、待賢門院官女、上西門院乳母